# Mikronesisch-portugiesische Beziehungen
Die mikronesisch-portugiesischen Beziehungen beschreiben das zwischenstaatliche Verhältnis der Föderierten Staaten von Mikronesien und Portugal. Die beiden Länder unterhalten direkte diplomatische Beziehungen.
Die Beziehungen der beiden Länder sind problemfrei, in Folge der wenigen Berührungspunkte jedoch schwach ausgeprägt.
Es sind weder portugiesische Staatsbürger in Mikronesien (Zahlen von 2000) noch Bürger Mikronesiens in Portugal (Zahlen von 2015) gemeldet.

## Geschichte
Portugiesische Seefahrer bereisten im 16. Jahrhundert als erste Europäer die Inseln Mikronesiens. Sie blieben jedoch für die Portugiesen uninteressant, da sie keine bedeutenden Handelsplätze und Handelswaren versprachen und nach dem Vertrag von Saragossa überwiegend in die spanische Sphäre fielen, so dass keine portugiesische Motivation bestand, hier eigene Stützpunkte einzurichten.
Mikronesien wurde ab 1696 von Spanien in Besitz genommen und 1899 an das Deutsche Kaiserreich verkauft. Seit dem Ersten Weltkrieg japanisch, kam es nach dem Zweiten Weltkrieg unter US-Verwaltung. 1990 erhielten die Föderierten Staaten von Mikronesien schließlich vollständige Unabhängigkeit und wurden 1991 Mitglied der UNO, der Portugal seit 1955 angehört. Damit gehörten die beiden Länder erstmals einer gemeinsamen Organisation an.
Mikronesien und Portugal gingen 1996 diplomatische Beziehungen ein, jedoch hat sich bisher noch kein portugiesischer Diplomat dort akkreditiert (Stand März 2017). Die Föderierten Staaten von Mikronesien gehören zum Amtsbezirk der portugiesischen Botschaft in Australien.

## Diplomatie
Portugal unterhält keine eigene Botschaft in Mikronesien, das Land gehört zum Amtsbezirk des portugiesischen Botschafters in Australien. Auch portugiesische Konsulate bestehen nicht in Mikronesien.
Mikronesien hat ebenfalls keine eigene Vertretung in Portugal. Das Land besitzt überhaupt keine Botschaft in Europa, zuständig ist seine Vertretung in der US-amerikanischen Hauptstadt Washington. Auch mikronesische Konsulate bestehen in Europa keine.

## Wirtschaft
Zwischen Mikronesien und Portugal findet aktuell kein zählbarer Handel statt (Stand Ende 2016). So weist die portugiesische Außenhandelskammer AICEP in ihren Statistiken Zahlen zu weltweit allen Ländern aus, mit denen Portugal Handel treibt, ohne zu Mikronesien Zahlen anzugeben. Zuständig ist die AICEP-Niederlassung in der australischen Hauptstadt Canberra.